# Byblia anvatara
Byblia anvatara là một loài bướm ngày thuộc họ Nymphalidae, được tìm thấy ở châu Phi hạ Sahara.
Sải cánh: 38–43 mm đối với con đực và 40–45 mm đối với con cái. Loài bướm này bay quanh năm.
Ấu trùng ăn các loài Tragia glabrata và Dalechamoia capensis.

## Phụ loài
Xếp theo aplphabet.
- B. a. acheloia (Wallengren, 1857)
- B. a. anvatara (Boisduval, 1833)
- B. a. boydi Dixey, 1898
- B. a. crameri Aurivillius, 1894